# البطولة الوطنية المجرية 1911–12
البطولة الوطنية المجرية 1911–12 (بالمجرية: 1911–1912-es magyar labdarúgó-bajnokság)‏ هو الموسم 11 من  البطولة الوطنية المجرية. أشرف على تنظيمه اتحاد المجر لكرة القدم، وكان عدد الأندية المشاركة فيه  10، وفاز فيه نادي فيرينتسفاروشي.